# Dmitri Iwanowitsch Pissarew

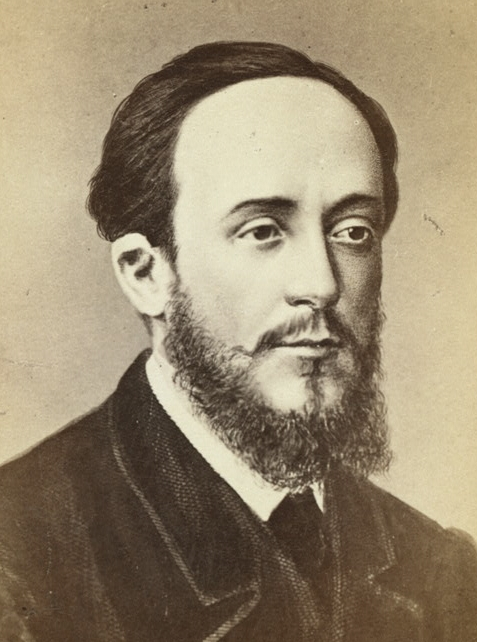
Dmitri Pissarew

Dmitri Iwanowitsch Pissarew (russisch Дмитрий Иванович Писарев; * 2.jul. / 14. Oktober 1840greg. in Snamenskoje, Ujesd Jelez; † 4.jul. / 16. Juli 1868greg. in Dubulti) war ein russischer Literaturkritiker, Sozialkritiker und Philosoph. Er gilt als wichtigster Vordenker des russischen Nihilismus.

## Leben
Pissarew studierte an der Universität Sankt Petersburg Philosophie und Literatur. Er begann seine literaturhistorische Tätigkeit mit Studien zu Iwan Alexandrowitsch Gontscharow und Iwan Sergejewitsch Turgenew. Nach einer unglücklichen Liebesaffäre zu seiner Cousine und einem Suizidversuch verbrachte er vier Monate lang in einer Nervenheilanstalt, um sich daraufhin auf das Land zurückzuziehen und seinen Studien sowie Schriften zu widmen. Aufgrund seiner Kritik an dem russischen Diplomaten Baron Theodor von Fircks und dessen unter einem Pseudonym einer im Interesse Polens veröffentlichten Broschüre (Lettre d’un patriote polonais au gouvernement national de la Pologne publiée avec une préface et quelques notes explicatives par D. K. Schédo-Ferroti. Paris, Bruxelles, Leipzig, Berlin 1863) verurteilte man Pissarew zu fünf Jahren Festungshaft. Allerdings ging die Regierung 1862 in der auf die Bauernbefreiung folgenden Unruhen und rätselhaften Brandanschläge in Sankt Petersburg ohnehin verstärkt restriktiv gegen die radikalen Studenten an den Universitäten und in den Redaktionen vor.
Laut Georgi Walentinowitsch Plechanow verbrachte Pissarew die besten Jahre seines Lebens in Festungshaft der Peter-und-Paul-Festung. Pissarev war einer derjenigen Schriftsteller, die den demokratisch-revolutionären Trend in Russland während der 1860er vorhersagten. Die folgende Generation der Russen, die in der Russischen Revolution 1905 und der Februarrevolution 1917 maßgeblich werden sollten, erkannten Pissarews Verdienste an.
Dmitri Iwanowitsch Pissarew erwarb sich zudem Verdienste bei der Unterstützung der russischen Naturwissenschaften, insbesondere der Biologie, und dabei mit der Förderung der Karriere seines jungen Landsmannes Iwan Petrowitsch Pawlow.
Pissarews vorrangiges Ziel war die Überwindung der Massenarmut und des Elends in Russland durch eine revolutionäre Umwälzung. Dieses Verlangen artikulierte er in philosophischen Werken, literaturkritischen Essays und familienhistorischen Analysen.
Zu seinem Umfeld gehörten der Literaturkritiker, Publizist, materialistische Philosoph und revolutionäre Demokrat Nikolai Alexandrowitsch Dobroljubow, der ökonomische Publizist Nikolai Gawrilowitsch Tschernyschewski, der dem Kreis auch seinen Namen Tschernyschewski gab, der Mathematiker und Revolutionär Pjotr Lawrowitsch Lawrow und der Anarchist, Geograph und Schriftsteller Pjotr Alexejewitsch Kropotkin. Tschernyschewski war in der Peter-und-Paul-Festung in einer Einzelzelle neben Pissarew inhaftiert. Die „außerordentlich fruchtbare[n] Literaten“ veröffentlichten ihre Artikel in den linksstehenden Zeitungen Sowremennik (Der Zeitgenosse, 1836 noch von Puschkin gegründet) und Russkoje slowo (Russisches Wort). Während ihrer Wirkungsphase, die für die weitere Entwicklung ihres Heimatlandes prägend sein sollte, waren sie außerhalb Russlands kaum bekannt.
Als Literaturkritiker wandte er sich besonders gegen die Werke Alexander Puschkins, deren Inhaltsleere und Entfremdung zur Wirklichkeit in Russland er zu beweisen suchte. Letztlich prägte Pissarews generell naturalistische Haltung eine ganze Generation der russischen Literaturkritik: „Das literarische Kunstwerk hatte in erster Linie sozial nützlich zu sein.“
Auch über Louis Pasteur goss Pissarew die „Schale seines Zorns“ aus, „weil dieser die Theorie von der spontanen Entstehung des Lebens aus dem Urschlamm experimentell widerlegt hatte“. Derartiger unwissenschaftlicher Fanatismus in Verbindung mit Halbwissen vergrätzte selbst den der jungen Bewegung nahestehenden Alexander Iwanowitsch Herzen, der daraufhin einen Artikel Über den Dilettantismus in der Wissenschaft veröffentlichte.
Eine weitere wichtige Rolle spielte Pissarew bei der Rezeption der wissenschaftlichen Aussagen von Charles Darwins The Origin of Species. Anders als die schwerfällige Übersetzung des Botanikprofessors Sergei Raschinski, die mit ihren detaillierten wissenschaftlichen Beschreibungen nur einen kleinen Gelehrtenkreis ansprach, gewann Pissarews eigene radikale Interpretation, die er während der letztlich zwei Jahre dauernden Festungshaft schrieb und 1864 in Russkoje Slowo veröffentlichte, eine deutlich größere Leserschaft: «Laut Torsten Rüters machte er darin jedoch erst recht einen „lamarckistischen Darwinismus in Russland populär“, denn er verfehlte das „essentiell Neue an Darwins Idee – das Ineinandergreifen von Variabilität und Selektion“, indem er die „Zweckmäßigkeit in der Organismenwelt als durch bewußte Zielstrebigkeit und Willensanstrengung erwirkte Umweltanpassung der Organismen“ erklärte. „Seine Ausführungen waren konzipiert als ideologische Waffe in den Auseinandersetzungen der 1860er-Jahre um die Erneuerung der russischen Gesellschaft…“»
Im Alter von 27 Jahren ertrank Pissarew beim Baden im Golf von Riga.

## Rezeption durch Lenin
Lenin bediente sich gleich mehrfach ausführlicher Zitate bei Pissarew, so z. B. im fünften Kapitel in seinem 1902 erschienenen Hauptwerk Was tun? (russ. Что делать?, wiss. Transliteration Čto delať?) wie der Textvergleich und seine handschriftlichen Notizen im Originalmanuskript belegen.
Bei dem bloßen Gedanken an diese drohenden Fragen überläuft es mich eiskalt, und ich überlege nur, wo ich mich verstecken könnte. Ich will versuchen, mich hinter Pissarew zu verstecken.
„Ein Zwiespalt gleicht dem anderen nicht“, schrieb Pissarew über den Zwiespalt zwischen Traum und Wirklichkeit. „Meine Träume können dem natürlichen Gang der Ereignisse vorauseilen, oder sie können auch ganz auf Abwege geraten, auf Wege, die der natürliche Gang der Ereignisse nie beschreiten kann. Im ersten Fall ist das Träumen ganz unschädlich; es kann sogar die Tatkraft des arbeitenden Menschen fördern und stärken ... Solche Träume haben nichts an sich, was die Schaffenskraft beeinträchtigt oder lähmt. Sogar ganz im Gegenteil. Wäre der Mensch aller Fähigkeit bar, in dieser Weise zu träumen, könnte er nicht dann und wann vorauseilen, um in seiner Phantasie als einheitliches und vollendetes Bild das Werk zu erblicken, das eben erst unter seinen Händen zu entstehen beginnt, dann kann ich mir absolut nicht vorstellen, welcher Beweggrund den Menschen zwingen würde, große und anstrengende Arbeiten auf dem Gebiet der Kunst, der Wissenschaft und des praktischen Lebens in Angriff zu nehmen und zu Ende zu führen ... Der Zwiespalt zwischen Traum und Wirklichkeit ist nicht schädlich, wenn nur der Träumende ernstlich an seinen Traum glaubt, wenn er das Leben aufmerksam beobachtet, seine Beobachtungen mit seinen Luftschlössern vergleicht und überhaupt gewissenhaft an der Realisierung seines Traumgebildes arbeitet. Gibt es nur irgendeinen Berührungspunkt zwischen Traum und Leben, dann ist alles in bester Ordnung.“